# مگس‌گیرهای کاکلی
مگس‌گیرهای کاکلی (نام علمی: Mitrephanes) یک سرده از پرندگان آمریکای جنوبی از تیرهٔ ژیان‌مرغان (Tyrannidae) است.
این سرده دارای دو گونه است:
| تصویر | نام رایج            | نام علمی                | پراکنش                               |
| ----- | ------------------- | ----------------------- | ------------------------------------ |
|       | مگس‌گیر کاکلی شمالی  | Mitrephanes phaeocercus | شمال غربی مکزیک تا شمال غربی اکوادور |
|       | مگس‌گیر کاکلی زیتونی | Mitrephanes olivaceus   | یونگاس پرو و غرب بولیوی.             |